# Hugo Montgomery
Hugo Josias Carl Montgomery (* 6. Januar 1932; † 26. Oktober 2023) war ein schwedischer Klassischer Philologe, der lange in Norwegen lehrte.

## Leben
Montgomery studierte an der Universität Uppsala, wo er 1958 Assistent wurde. Ab 1960 war er dort Stipendiat und arbeitete an seiner Doktorarbeit, mit der er 1965 promoviert wurde.
Nach der Promotion arbeitete er zunächst als Universitätslektor, ab 1967 als Assistenzprofessor für Alte Geschichte an der Universität Bergen, bevor er Professor für Klassische Philologie an der Universität Oslo wurde. 2002 wurde er emeritiert und lebte seitdem wieder in Schweden. Er war auswärtiges Mitglied der Polnischen Akademie der Gelehrsamkeit in Krakau.
Montgomery war mit der Professorin für Kirchengeschichte Ingun Montgomery verheiratet.

## Veröffentlichungen
- Gedanke und Tat. Zur Erzähltechnik bei Herodot, Thukydides, Xenophon und Arrian, Lund 1965 (= Dissertation)
- The Way to Chaeronea. Foreign Policy, Decision Making and Political Influence in Demosthenes’ Speeches, Bergen 1983